# Acacia burkei
L'Acacia burkei és una espècie que pertany a la subfamília Mimosoideae, dins del grup de les lleguminoses. És un arbre de fulla caduca de mida mitjana a gran. A la tija i just a sota dels nodes hi ha un parell d'espines d'un color fosc marró fortament retorçades en forma de ganxo. Les fulles presenten de 3 a 5 parells de pinnes, vellutades almenys en els nervis. Les flors es troben formant unes espigues de color blanc. Els fruits en forma de beina són rectes i planes amb venes visibles, de 8 a 12 cms de llarg, apiculats, dehiscents i de color marró negre. L'època de floració va des de l'octubre fins al gener.
Es troben al sud de l'Àfrica, formen part de la flora de Zimbàbue. La seva distribució pot anar des de Kwazulu-Natal i Swaziland a Moçambic i al sud-est de Zimbàbue. El seu hàbitat són els sòls sorrencs de boscos caducifolis, secs i molt drenats. L'alçada a la qual els podem trobar és de fins a 400 m per sobre del nivell del mar.
El nom de burkei fa referència al botànic i col·lector Joseph Burke (1812-1873), el qual va recol·lectar un exemplar de la planta a la zona més septentrional de Sud-àfrica.